# Slug (músico)
Slug (nascido como Sean Daley em 7 de setembro de 1972) é um rapper e produtor norte-americano. Com Ant, forma a dupla Atmosphere. A canção "Night Prowler", da banda Living Legends, conta com sua paticipação e figurou na trilha sonora do jogo eletrônico Tony Hawk's Underground 2.

## Discografia

### com Felt
- Felt: A Tribute to Christina Ricci (Rhymesayers Entertainment, 2002)
- Felt, Vol. 2: A Tribute to Lisa Bonet (Rhymesayers Entertainment, 2005)
- Felt 3: A Tribute To Rosie Perez (Rhymesayers Entertainment, 2009)

### com Deep Puddle Dynamics
- Taste of Rain, Why Kneel? (Anticon, 2000)

### com The Dynospectrum
- The Dynospectrum (Rhymesayers Entertainment, 1998)